# Lawless Darkness
Lawless Darkness četvrti je studijski album švedskog black metal-sastava Watain. Album je 7. lipnja 2010. godine u Europi te dan kasnije u Sjevernoj Americi objavila diskografska kuća Season of Mist.

## O albumu
Lawless Darkness je bio sniman od siječnja do veljače 2010. u studiju Necromorbus Studio u Alviku, Švedskoj. Producent albuma bio je bivši koncertni član sastava Tore Stjerna. Objavi albuma prethodila je objava singla "Reaping Death" koji je bio objavljen 30. travnja 2010. te je bio prodavan u sklopu glazbenog časopisa Sweden Rock Magazine. Singl je u Švedskoj postigao zlatnu nakladu jer je bio prodan u više od 10.000 primjeraka.
Album se našao na 42. mjestu Billboardove ljestvice Top Heatseekers u SAD-u pošto je bio prodan u više od 1000 primjeraka u svom prvom tjednu objave. Također, album se popeo na 26. mjesto na švedskoj top ljestvici Sverigetopplistan.

## Popis pjesama
Tekstovi: Watain, osim gdje je označeno drugačije, glazba: Watain.
| 1.    | »Death's Cold Dark«               |               | 5:29  |
| 2.    | »Malfeitor«                       |               | 6:58  |
| 3.    | »Reaping Death«                   |               | 5:07  |
| 4.    | »Four Thrones«                    |               | 6:16  |
| 5.    | »Wolves' Curse«                   |               | 9:12  |
| 6.    | »Lawless Darkness« (instrumental) |               | 6:08  |
| 7.    | »Total Funeral«                   | Pete Helmkamp | 6:04  |
| 8.    | »Hymn to Qayin«                   | Set Teitan    | 5:57  |
| 9.    | »Kiss of Death«                   |               | 7:46  |
| 10.   | »Waters of Ain«                   |               | 14:31 |
| 73:28 |                                   |               |       |

| 11. | »Chains of Death« (obrada Death SS-a) | 6:15 |

## Recenzije
Album je kritički uglavnom bio dobro prihvaćen. Prema Eduardu Rivadaviji, glazbenom kritičaru sa stranice Allmusic, "Lawless Darkness je black metal u cijelosti; kako bi bio siguran u to, Watain čak zadržava bubnjarski ritam koji zvuči kao da je sviran na kartonskim bubnjevima u počast pionirima lo-fija poput Venoma i Bathoryja, zabogamiloga! Ovo je razlog zašto puristi koji tragaju za svojom dozom trebaju samo baciti pogled na usitnjavajuću srdžbu koju iz sebe izbacuju [pjesme] 'Death's Cold Dark', 'Total Funeral' i 'Kiss of Death' ili na melodije dostojne Emperora koje se bijesno kovitlaju širom [pjesme] 'Hymn to Qayin' ili na kraljevsko ledeno razaranje 'Malfeitora' i instrumentalne naslovne pjesme. Na kraju, pojavljuje se konačni elegantni uron u bezdan; u pitanju je petnaestominutna, sveobuhvatna [pjesma] 'Waters of Ain' koja u samoj sebi zvuči poput manjeg albuma i baca zasljepljujuće reflektorsko svjetlo na cjelokupno Watainov najnovije, značajno postignuće za dobro razvoja black metala".
About.com je slično dobro prihvatio album, opisujući ga "epskim black metalom koji ne ispada previše popustljiv" te "akumulacijom svega što je Watain napravio na svoja prethodna tri albuma". The Examiner je također pohvalio album, komentirajući kako je produkcija "vrhunska u potpunosti" i da je "s glazbenog gledišta ovaj album fantastičan, skladbe poput 'Reaping Death' i naslovne pjesme svjedoče Watainovoj kreativnosti".
Pitchfork je pozitivno ocijenio album, iako s manje entuzijazma. Uspoređujući ga s Watainovim prethodnim albumom Sworn to the Dark, Pitchforkov recenzent Tom Breihan se nije slagao s The Examinerovim mislima o produkciji, pišući kako "čišća produkcija zvuči više zgusnuta i manje prožimajuća, kao da te žele batinati čistom glasnoćom umjesto da te uvuku u svoj svijet". Međutim, Breihan je zaključio svoju recenziju pišući: "Ipak, prosuđujući po kvalitetama, ovo je nešto vrlo moćno. Sastav tu i tamo postiže razine potpunog divljaštva koje su toliko apsurdne da zapravo zvuče divno. Danielsson ima stvarno dobar black-metal glas, opustošeno i demonsko iz-dubine-grla grgljanje koje samo nekad kaže nešto što mogu dešifrirati ('Rivers of blood! Rivers of blood!'). Kada skandiraju 'Hail! Beelzebub!' na 'Four Thronesu', zvuče kao da to stvarno misle, što na neki način čini cijelu stvar zabavnijom. Ovi čudaci i dalje znaju što rade, čak i da ovaj put samo šeću kroz krvavu vodu."

## Zasluge
| Watain - E. – vokali, bas-gitara - H. – bubnjevi - P. – gitara Dodatni glazbenici - SL/TDB/AO – solo gitara (na pjesmama 6 i 10) - Carl McCoy – vokali (na pjesmi 10) | Ostalo osoblje - Thomas "PLEC" Johansson – mastering - Pete Helmkamp – tekst (pjesme 7) - Set Teitan – tekst (pjesme 8) - Metalion – fotografija - Sara Gewalt – fotografija - Zbigniew M Bielak – naslovnica - T. Stjerna – produkcija, snimanje, miksanje - Valnoir – dizajn |